# Claudia Amengual Puceiro
Claudia Amengual Puceiro (Montevideo, 7 de gener de 1969) és una traductora, escriptora i professora uruguaiana. El 2003 viatjà a Espanya després de rebre la beca de la Fundació Carolina per estudiar a la Universidad Complutense de Madrid i a la Universitat Internacional Menéndez Pelayo de Santander.
Temes freqüents en la seva literatura són la hipocresia social, el tedi, la rutina, la por al canvi, l'adulteri, la violència, una societat pacata i covard que encoratja el consum i el benestar material en detriment d'altres coses més importants, etcètera.

## Obra
- Juliana y los libros, 2020
- El lugar inalcanzable, 2018[4]
- Una mirada al periodismo cultural: Jaime Clara y "Sábado Sarandí", 2016 (assaig)[5]
- Cartagena, 2015,[6] novel·la que constitueix un homenatge pòstum a Gabriel García Márquez, que apareix com un personatge.[7] Finalista del Premi Herralde de Novel·la 2014[8] (Editorial Anagrama).[9]
- Falsas ventanas, 2011[10]
- Más que una sombra, 2007[11]
- Desde las cenizas, 2005
- El vendedor de escobas, 2002
- La rosa de Jericó, 2000